# Gesamtanlage Altstadt Weil der Stadt

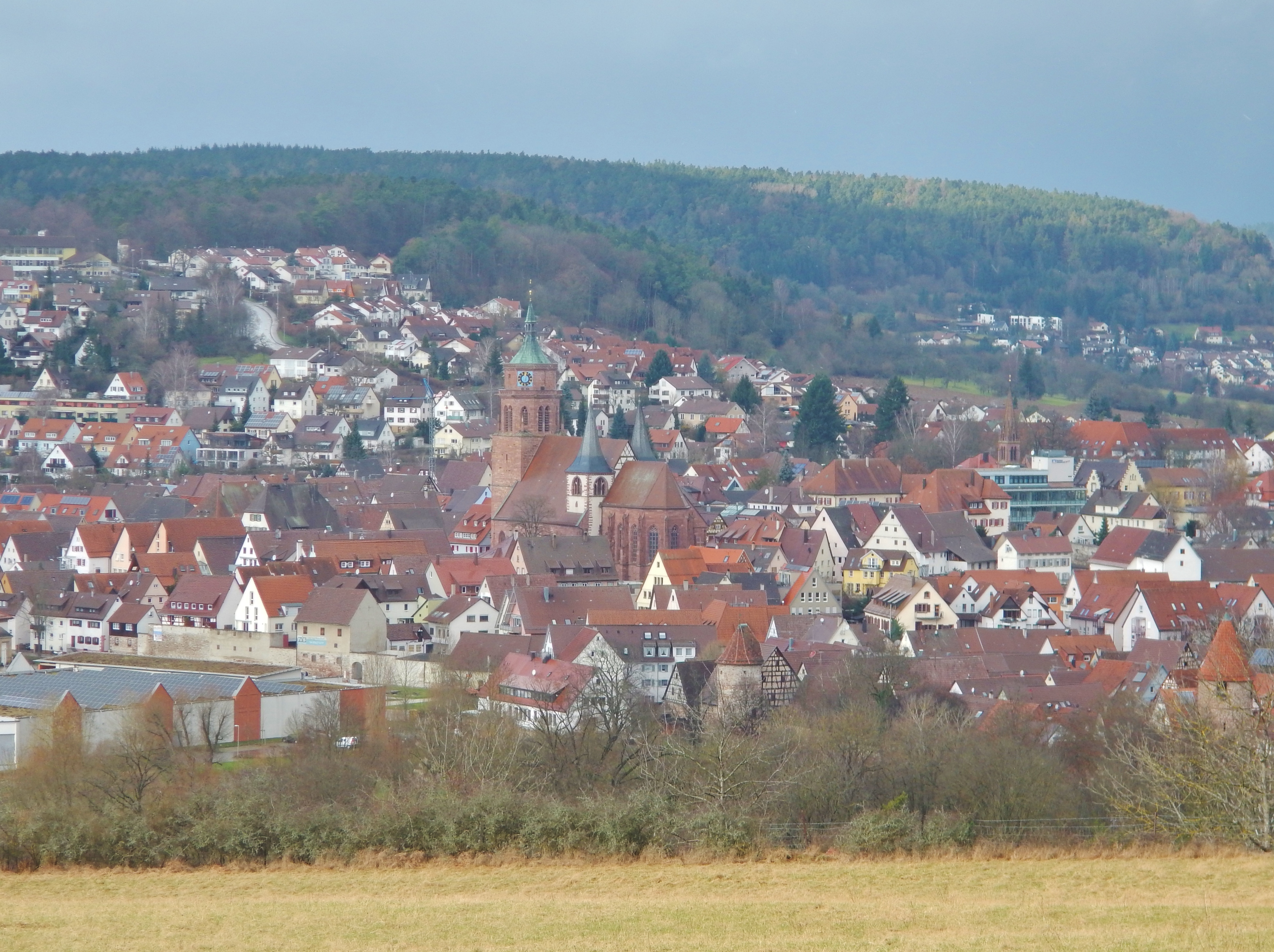
Blick auf Weil der Stadt

Die Gesamtanlage Altstadt Weil der Stadt ist ein denkmalgeschütztes Ensemble in Weil der Stadt im Landkreis Böblingen in Baden-Württemberg. Geschützt ist seit 2011 das weitgehend unverfälschte Bild einer auf ihren mittelalterlichen Grundlagen gewachsenen Stadt, die durch Bebauung des 17.–19. Jahrhunderts bestimmt wird.

## Allgemeines
Gesamtanlagen schützen gemäß § 19 Denkmalschutzgesetz Baden-Württemberg Straßen-, Platz- und Ortsbilder, an deren Erhaltung aus wissenschaftlichen, künstlerischen oder heimatgeschichtlichen Gründen ein besonderes öffentliches Interesse besteht. Geschützt ist das überlieferte Erscheinungsbild der Gesamtanlage mit seinen Bestandteilen und Merkmalen. Neben Bauwerken zählen dazu auch Straßen- und Platzräume oder Grün- und Freiflächen. Schützenswert können außerdem die topographische Lage, der Ortsgrundriss oder eine Stadtsilhouette sein. Der Gesamtanlagenschutz umfasst bei Gebäuden nur die von außen sichtbaren Teile; bei Kulturdenkmalen innerhalb der Gesamtanlage, die zusätzlich nach anderen Bestimmungen des Gesetzes geschützt sind, ist darüber hinaus auch das Innere Gegenstand des Denkmalschutzes.

## Beschreibung
Weil der Stadt wurde im 13. Jahrhundert gegründet. Die mittelalterliche Stadtanlage ist am Grundriss und an den Großbauten des staufischen Stadtkerns und der Spitalvorstadt ablesbar. Die Hauslandschaft ist vor allem durch Gebäude des 17. bis 19. Jahrhunderts geprägt, die nach dem Stadtbrand von 1648 neu errichtet wurden. Entscheidend ist dabei, dass die ursprüngliche Maßstäblichkeit bewahrt wurde und zwar sowohl in der Höhenentwicklung wie auch im Verhältnis von stattlicher Bebauung um den Marktplatz und kleinteiliger Bebauung an den Nebenstraßen. Stadtbildbestimmend sind noch immer die Kirchtürme und die Stadtmauer. Weil der Stadt vermittelt deshalb auch heute noch ein weitgehend unverfälschtes Bild einer auf ihren mittelalterlichen Grundlagen gewachsenen Stadt, die durch Bebauung des 17. bis 19. Jahrhunderts bestimmt wird.
Teile der Gesamtanlage:

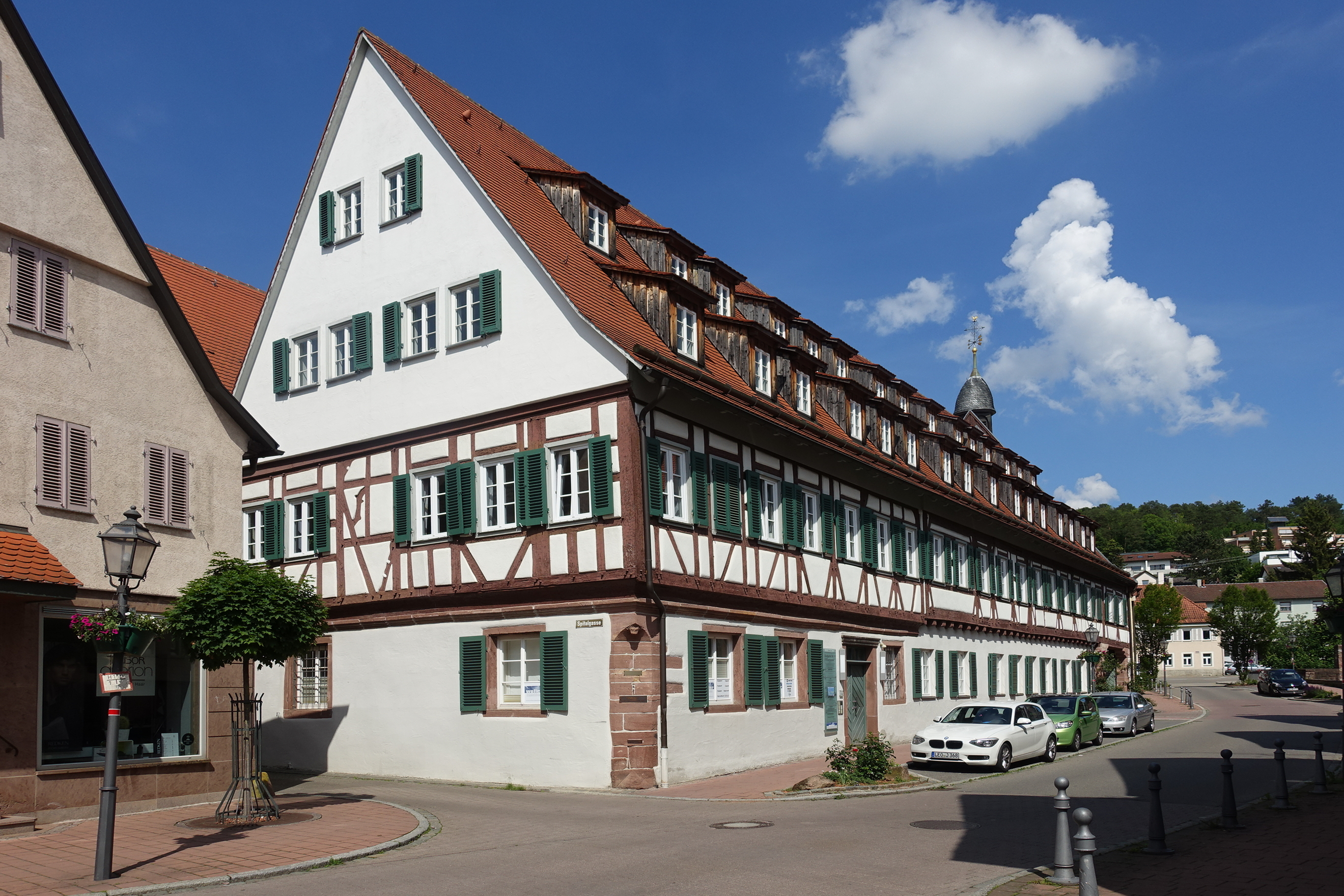
Spital
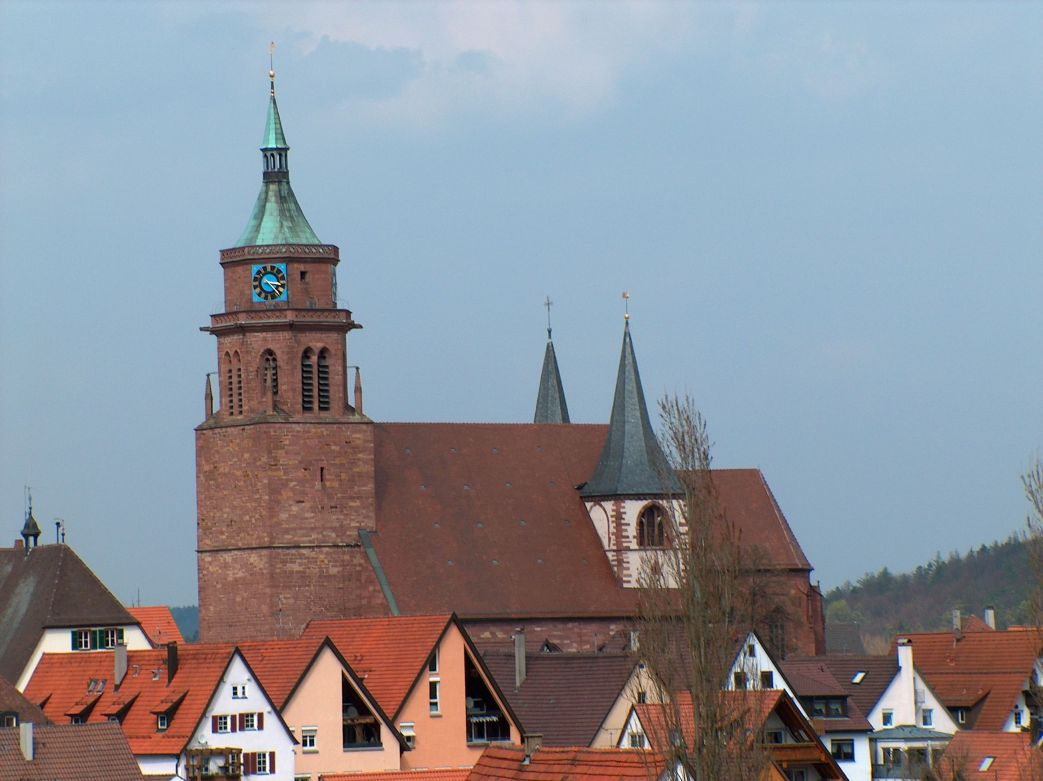
St. Peter und Paul
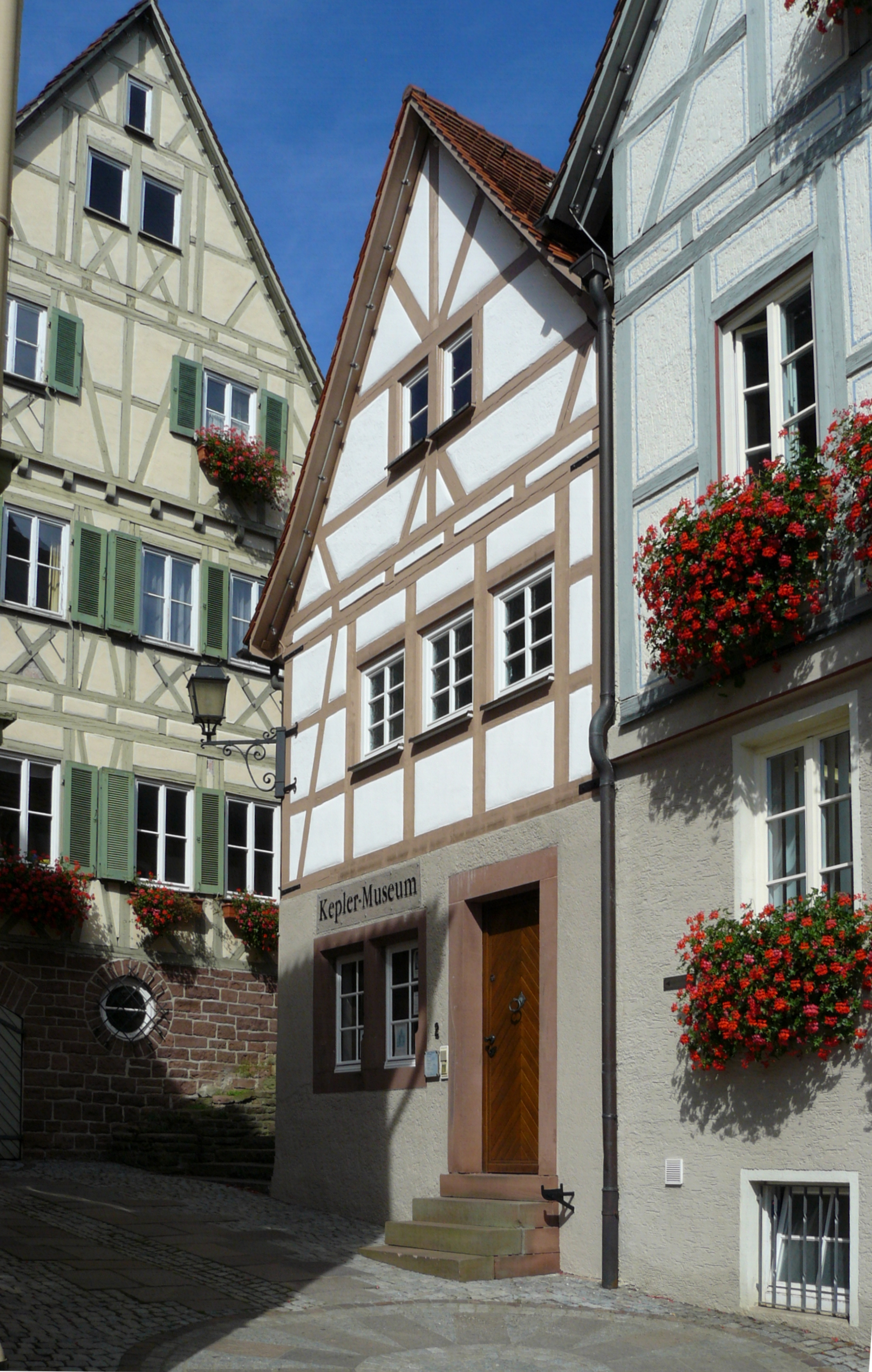
Keplerhaus
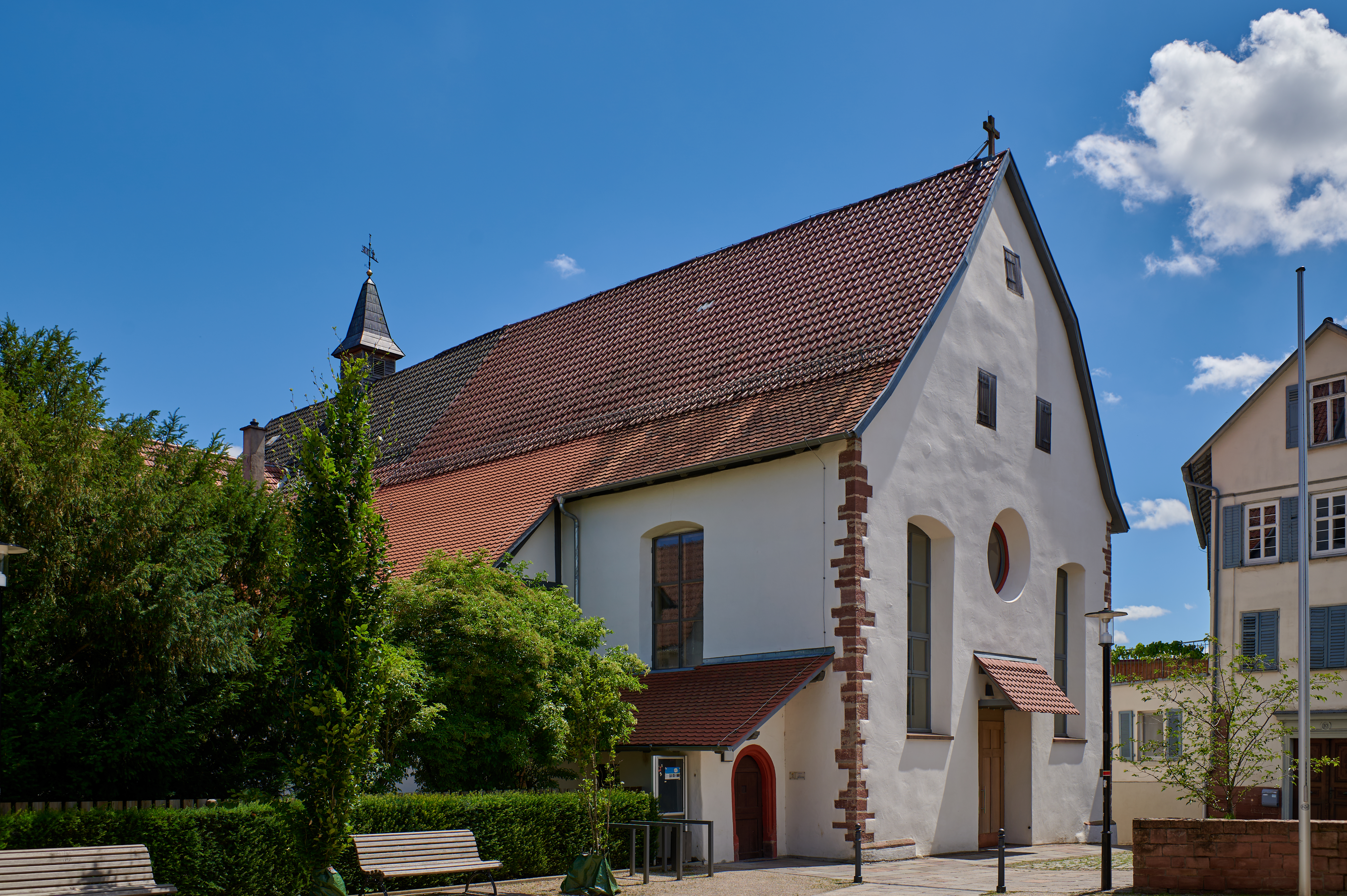
Ehemaliges Kapuzinerkloster